# 데릭 마티니
데릭 마티니(Derick Martini, 1972년 12월 2일 ~ )는 미국의 각본가, 영화 감독, 배우이다.
뉴욕에서 태어났다.

## 영화
- 더 커즈 오브 다우너즈 그로브 (2014년)
- 런어웨이 걸 (2011년)
- 루이스 (2010년)
- 라임라이프 (2008년)